# Đức Phổ

Đức Phổ là một phường ven biển nằm ở phía nam tỉnh Quảng Ngãi, Việt Nam.

## Địa lý
Phường Đức Phổ nằm ở phía đông nam tỉnh Quảng Ngãi, cách phường Cẩm Thành 48 km về phía nam, có vị trí địa lý:
- Phía đông giáp Biển Đông
- Phía bắc giáp phường Trà Câu
- Phía tây giáp xã Nguyễn Nghiêm , Đặng Thùy Trâm
- Phía nam giáp xã Khánh Cường

Phường Đức Phổ có diện tích 69,33 km², dân số năm là 41.358 người.
Đức Phổ đã trở thành một cái tên quen thuộc với nhiều người; là nơi công tác, chiến đấu, hy sinh của liệt sĩ, bác sĩ Đặng Thùy Trâm qua cuốn Nhật ký Đặng Thùy Trâm.Đức Phổ còn là quê hương của Nguyễn Nghiêm,...

### Điều kiện tự nhiên
Địa hình Đức Phổ khá phức tạp, đa dạng, bị chia cắt mạnh, núi và đồng bằng xen kẽ, một số nhánh núi của dãy Trường Sơn chạy ra tận bờ biển. Có 3 dạng địa hình:
- Vùng bắc sông Trà Câu có địa hình tương đối bằng phẳng, là vùng trọng điểm sản xuất lúa
- Vùng nam sông Trà Câu đến núi Dâu có núi và đồng bằng xen kẽ, có nhiều sông, suối, địa hình phức tạp, chia cắt mạnh, độ dốc giảm từ tây sang đông, thường bị ngập úng vào mùa mưa

Trên địa bàn thị xã Đức Phổ rải rác có các đồi núi như: núi Dâu, núi Cửa, một phần núi Lớn (núi Dầu Rái), núi Giàng, núi Bé, núi Xương Rồng, núi Chóp Vung, núi Nga, núi Mồ Côi, núi Diêm, núi Giàng Thượng, núi Giàng Hạ, núi Sầu Đâu, núi Khỉ, núi Chà Phun, núi Làng...
Sông lớn nhất là sông Trà Câu, số còn lại chỉ là sông suối nhỏ bắt nguồn từ huyện Ba Tơ chảy về với đặc điểm chung là diện tích lưu vực hẹp, sông nhỏ, lòng dốc.
- Sông Trà Câu bắt nguồn từ vùng đông nam huyện Ba Tơ, đoạn trên gọi là sông Ba Liên hay sông Vực Liêm, chảy theo hướng tây - tây bắc đến đông - đông nam rồi đổ ra cửa biển Mỹ Á. Sông Trà Câu được coi là một trong những con sông lớn của tỉnh Quảng Ngãi.
- Sông Lò Bó bắt nguồn từ vùng núi phía nam huyện, có độ cao 300m, chảy theo hướng tây nam - đông bắc, diện tích lưu vực khoảng 36 km², chiều dài 27,8 km.
- Sông Thoa là chi lưu của sông Vệ, chảy qua địa bàn Mộ Đức và đông thị xã Đức Phổ, hợp dòng ở hạ lưu với sông Trà Câu đổ ra cửa biển Mỹ Á.
- Sông Trường dài 4 km, hợp với hạ lưu sông Lò Bó và cùng đổ ra cửa biển Mỹ Á.

Đức Phổ có bờ biển dài trên 40 km, có 2 cửa biển Mỹ Á và Sa Huỳnh, là đầu mối giao thông đường thủy và là tụ điểm của nghề cá, đánh bắt và nuôi trồng hải sản.
Ở dọc ven biển phía đông nam Đức Phổ có hai đầm lớn là đầm Lâm Bình và đầm An Khê. Đây cũng là hai đầm đáng kể nhất trong toàn tỉnh Quảng Ngãi. Đầm An Khê xưa còn gọi là đầm Cẩm Khê hay Phú Khê, nổi tiếng có nhiều cá (cá Phú Khê - ngạn ngữ).
Đức Phổ nằm trong vùng nhiệt đới gió mùa, có 2 mùa mưa nắng rõ rệt, mùa mưa từ tháng 9 đến tháng 12, mùa khô từ tháng 1 đến tháng 8. Có 2 mùa gió chính là gió mùa đông với hướng gió thịnh hành là tây bắc đến bắc và gió mùa hạ với hướng gió chính là đông đến đông nam. Tốc độ gió trung bình 2 – 4 m/s, nhiệt độ trung bình trong năm là 25,8 °C. Lượng mưa cả năm đạt 1.915mm. Trên biển trung bình hằng năm có 135 ngày gió mạnh (cấp 6 trở lên) gây ảnh hưởng đến thời gian đi biển của ngư dân, nhất là vào các tháng từ tháng 11 đến tháng 1 năm sau.

## Lịch sử

### Thời phong kiến
Địa bàn Đức Phổ nằm trong huyện Khê Cẩm đời nhà Hồ, Mộ Hoa đời nhà Lê và Mộ Đức đời nhà Nguyễn. Năm 1890, vua Thành Thái cho cắt những xã "Thượng bạn" thuộc huyện Mộ Đức, đặt ra châu Đức Phổ trực thuộc nha Sơn phòng Nghĩa Định. Năm 1899 cắt 3 tổng Cảm Đức, Trí Đức, Triêu Đức gồm 79 xã, thôn thuộc tổng Quy Đức huyện Mộ Đức, sáp nhập vào Đức Phổ, đổi châu làm huyện trực thuộc tỉnh. Huyện Đức Phổ có 3 tổng: Phổ Cẩm, Phổ Tri, Phổ Văn, gồm 78 xã, thôn.

### Sau năm 1945
Huyện Đức Phổ đổi tên thành huyện Nguyễn Nghiêm, nhưng chỉ sau một thời gian ngắn đổi lại là Đức Phổ. Các tổng cũng có sự đổi tên: tổng Phổ Cảm đổi là tổng Trần Kha, tổng Phổ Tri đổi là tổng Huỳnh Lầu, tổng Phổ Vân đổi là tổng Phan Bằng (tên các nhà yêu nước địa phương). Nhưng cũng chỉ sau một thời gian ngắn thì quay lại tên cũ và xóa bỏ luôn cấp tổng. Đức Phổ được hoạch định lại đơn vị hành chính với 13 xã đều lấy chữ Phổ làm đầu: Phổ Phong, Phổ Thuận, Phổ Văn, Phổ Quang, Phổ An, Phổ Nhơn, Phổ Ninh, Phổ Hòa, Phổ Minh, Phổ Vinh, Phổ Khánh, Phổ Cường, Phổ Thạnh. Dưới xã là các thôn. Các thôn thường lấy lại tên làng xã cũ.
Kể từ Hiệp định Genève 1954, sau khi tiếp quản đến năm 1958, chính quyền Sài Gòn thành lập quận Đức Phổ, đổi tên gọi các xã, đặt hai xã mới, tổng cộng có 15 xã, vẫn lấy chữ Phổ ở đầu, nhưng đổi tên chữ sau:
- Xã Phổ Hòa đổi là xã Phổ Đại
- Xã Phổ Thuận đổi là xã Phổ Long
- Xã Phổ Văn đổi là xã Phổ Hưng
- Xã Phổ Phong đổi là xã Phổ Nghĩa
- Xã Phổ An đổi là xã Phổ Lợi
- Xã Phổ Quang đổi là xã Phổ Xuân
- Xã Phổ Ninh đổi là xã Phổ Bình
- Xã Phổ Minh đổi là xã Phổ Tân
- Xã Phổ Nhơn đổi là xã Phổ Phước
- Xã Phổ Cường đổi là xã Phổ Trang
- Chia xã Phổ Khánh thành hai xã Phổ Trung và Phổ Hiệp
- Chia xã Phổ Thạnh thành hai xã Phổ Thạch và Phổ Châu
- Xã Phổ Vinh đổi là xã Phổ Thành.

Chính quyền cách mạng vẫn gọi là huyện Đức Phổ và các tên xã như cũ. Riêng 2 xã Phổ Hiệp, Phổ Châu do chính quyền Sài Gòn tách lập vẫn được dùng và cũng được gọi là Phổ Hiệp, Phổ Châu.

### Sau năm 1975
Sau 30 tháng 4 năm 1975, huyện Đức Phổ thuộc tỉnh Nghĩa Bình vẫn giữ nguyên địa giới hành chính với 12 xã như thời Pháp thuộc, bao gồm: Phổ An Quang, Phổ Cường, Phổ Hòa, Phổ Khánh, Phổ Minh, Phổ Nhơn, Phổ Ninh, Phổ Phong, Phổ Thạnh, Phổ Thuận, Phổ Văn và Phổ Vinh.
Ngày 24 tháng 3 năm 1979, chia xã Phổ An Quang thành 2 xã: Phổ An và Phổ Quang.
Ngày 12 tháng 3 năm 1987, thành lập thị trấn Đức Phổ (thị trấn huyện lỵ huyện Đức Phổ) trên cơ sở điều chỉnh một phần diện tích và dân số của 3 xã: Phổ Hòa, Phổ Minh và Phổ Ninh.
Ngày 30 tháng 6 năm 1989, tỉnh Quảng Ngãi được tái lập từ tỉnh Nghĩa Bình, huyện Đức Phổ thuộc tỉnh Quảng Ngãi.
Ngày 23 tháng 6 năm 1999, thành lập xã Phổ Châu trên cơ sở 1.985 ha diện tích tự nhiên và 4.675 nhân khẩu của xã Phổ Thạnh.
Ngày 10 tháng 3 năm 2003, Chính phủ ban hành Nghị định số 20/NĐ-CP. Theo đó, điều chỉnh 1.019 ha diện tích tự nhiên của xã Phổ Phong thuộc huyện Đức Phổ về xã Ba Liên thuộc huyện Ba Tơ quản lý.
Sau khi điều chỉnh, xã Phổ Phong còn lại 5.407 ha diện tích tự nhiên và 9.177 người, huyện Đức Phổ còn lại 37.167 ha diện tích tự nhiên và 147.427 người.
Ngày 2 tháng 2 năm 2016, Bộ Xây dựng ban hành Quyết định số 99/QĐ-BXD về việc công nhận thị trấn Đức Phổ mở rộng (gồm thị trấn Đức Phổ và 6 xã) đạt tiêu chuẩn đô thị loại IV.
Ngày 28 tháng 12 năm 2018, Bộ xây dựng quyết định công nhận toàn huyện Đức Phổ (gồm thị trấn Đức Phổ và 14 xã thuộc huyện Đức Phổ) là đô thị loại IV.
Cuối năm 2019, huyện Đức Phổ có 15 đơn vị hành chính cấp xã trực thuộc, gồm thị trấn Đức Phổ (huyện lỵ) và 14 xã: Phổ An, Phổ Châu, Phổ Cường, Phổ Hòa, Phổ Khánh, Phổ Minh, Phổ Nhơn, Phổ Ninh, Phổ Phong, Phổ Quang, Phổ Thạnh, Phổ Thuận, Phổ Văn, Phổ Vinh.
Ngày 10 tháng 1 năm 2020, Ủy ban Thường vụ Quốc hội ban hành Nghị quyết số 867/NQ-UBTVQH14 về việc sắp xếp các đơn vị hành chính cấp huyện, cấp xã thuộc tỉnh Quảng Ngãi (nghị quyết có hiệu lực từ ngày 1 tháng 2 năm 2020). Theo đó:
- Thành lập thị xã Đức Phổ trên cơ sở toàn bộ diện tích và dân số của huyện Đức Phổ.
- Thành lập phường Nguyễn Nghiêm trên cơ sở toàn bộ diện tích và dân số của thị trấn Đức Phổ.
- Chuyển 7 xã: Phổ Hòa, Phổ Minh, Phổ Ninh, Phổ Quang, Phổ Thạnh, Phổ Văn và Phổ Vinh thành 7 phường có tên tương ứng.

Sau khi thành lập, thị xã Đức Phổ có 8 phường và 7 xã như hiện nay.

## Hành chính
Thị xã Đức Phổ có 15 đơn vị hành chính cấp xã trực thuộc, bao gồm 8 phường:  Nguyễn Nghiêm, Phổ Hòa, Phổ Minh, Phổ Ninh, Phổ Quang, Phổ Thạnh, Phổ Văn, Phổ Vinh và 7 xã: Phổ An, Phổ Châu, Phổ Cường, Phổ Khánh, Phổ Nhơn, Phổ Phong, Phổ Thuận.

## Kinh tế
Đức Phổ xuất phát từ kinh tế nông ngư lạc hậu, song có điều kiện tự nhiên và xã hội để phát triển kinh tế khá toàn diện. Tốc độ tăng trưởng kinh tế khá nhanh, nhưng nông, lâm, ngư nghiệp (chủ yếu là nông nghiệp) vẫn chiếm tỷ trọng khá cao. Các ngành kinh tế cơ bản như công nghiệp, tiểu thủ công nghiệp, thương mại, dịch vụ ngày càng phát triển, nhưng vẫn chưa chiếm tỷ trọng cao trong cơ cấu kinh tế.
Cơ cấu kinh tế Đức Phổ dịch chuyển theo hướng tăng tỷ trọng công nghiệp - xây dựng, thương mại - dịch vụ, giảm tỷ trọng nông - ngư - lâm nghiệp. Tỷ trọng ngành nông - lâm - ngư nghiệp từ 58,3% năm 2000, năm 2004 giảm còn 52,4%, đến năm 2015 giảm còn 10.9%. Ngành thương mại - dịch vụ từ 20,7% năm 2000 lên 25,7% năm 2004, đến 2015 đạt 39,6%. Ngành công nghiệp - xây dựng từ 20,8% năm 2000 tăng lên 25,7% năm 2004, đến 2015 đạt 49,5%.
Đến năm 2005, nông - lâm - ngư nghiệp vẫn là lĩnh vực kinh tế quan trọng nhất của Đức Phổ, tổng giá trị sản xuất nông - lâm - thủy sản là 975.579 triệu đồng, trong đó thủy sản chiếm đến 370.667 triệu đồng, kế đến là nông nghiệp 247.034 triệu đồng, lâm nghiệp 11.442 triệu đồng. Xét về lao động thì toàn huyện Đức Phổ năm 2005 có 81.460 người, trong đó lao động ở ngành nông lâm nghiệp là 56.261 người, ở ngành thủy sản là 8.538 người, công nghiệp và xây dựng là 7.191 người, dịch vụ là 9.470 người.
Đến năm 2015, tổng giá trị sản xuất toàn huyện đạt 7356,9 tỷ đồng, tăng trưởng 18,7 % so với năm 2014.Trong đó:
- Nông lâm thủy sản đạt 803,4 tỷ đồng (chiếm 10,9%)
- Công nghiệp Xây dựng đạt 3.638,5 tỷ đồng (chiếm 49,5%)
- Thương mại dịch vụ đạt 2.915 tỷ đồng (chiếm 39,6%)
Thu nhập bình quân đầu người năm 2015 ước đạt 50 triệu đồng/ người, tăng 25% so với năm 2014.

### Nông nghiệp
Nhìn chung, điều kiện tự nhiên ở Đức Phổ không thuận lợi như một số huyện khác trong tỉnh Quảng Ngãi cho sản xuất nông nghiệp, nhất là về độ phì nhiêu của đất đai và vấn đề nguồn nước tưới. Trước năm 1945, nghề nông ở Đức Phổ có phương thức sản xuất lạc hậu, ruộng đất phần lớn tập trung trong tay địa chủ phong kiến. Nghề nông trong thời kỳ này mang nặng tính chất tự cấp, tự túc. Theo Quảng Ngãi tỉnh chí (Nam Phong tạp chí, 1933) của Nguyễn Bá Trác và các tác giả thì ở thời điểm này Đức Phổ có 13.244 mẫu 8 sào điền, 3.856 mẫu 9 sào thổ, trong đó có đất lúa 10.084 mẫu (3.630,24ha), thu hoạch hằng năm được 6.280 tấn lúa trong tổng số 44.070 tấn của toàn tỉnh. Năm 1932, Đức Phổ có 600 mẫu đất mía, 600 mẫu đất trồng khoai sắn. Toàn huyện có 21 đập, tưới cho tổng diện tích khoảng 4.970 mẫu, lớn nhất là đập Vực Tre ở xã An Ninh tưới cho khoảng 500 mẫu, đập Liên Chiểu (ở Kim Giao), đập Làng (ở Diên Trường), đập Đồng Nghê (ở Nho Lâm và Hiển Văn), đập Đồng Đồ (ở Hòa Thịnh, Đông Ôn), đập Lâm Bình (ở Hiển Tây, Thanh Hiếu) mỗi đập tưới 400 mẫu.
Trong thời kỳ kháng chiến chống Pháp, nông dân được chia ruộng đất, nghề nông đã có những chuyển đổi mới. Nông dân trồng lúa và các loại cây lương thực khác, bên cạnh đó còn trồng bông, dệt vải, chăn nuôi gia súc, gia cầm. Trong kháng chiến chống Mỹ, về cơ bản nghề nông ở Đức Phổ vẫn phát triển như trước kia. Riêng về thủy lợi có những bước thay đổi về tưới tiêu, nhờ có các loại máy bơm thay cho việc tưới thủ công trước đây. Đồng ruộng cũng phần nào có máy móc thay cho sức kéo trâu, bò. Nhờ những thay đổi đó mà năng suất lúa và hoa màu có sự gia tăng nhất định.
Nông nghiệp Đức Phổ từ 1975 - 2005 phát triển trong điều kiện đất nước hòa bình thống nhất. Ruộng đất được chia đều cho nông dân đã thúc đẩy sản xuất phát triển. Từ 1975 - 1985 hình thành các hợp tác xã nông nghiệp, ruộng đất được đưa vào hợp tác để sản xuất chung, nhưng do cách tổ chức chưa phù hợp nên nông nghiệp không phát triển, đời sống của nông dân còn thấp và gặp nhiều khó khăn. Năm 1981 khi cơ chế "khoán 100" ra đời, sau đó là "khoán 10" được thực hiện, ruộng đất được giao khoán cho nông dân thì nông nghiệp đã có bước phát triển, đời sống của người nông dân được nâng cao rõ rệt. Hiện nay, nông nghiệp ở Đức Phổ phát triển khá toàn diện theo hướng sản xuất hàng hóa. Ngành chăn nuôi được đẩy mạnh. Hệ thống tưới tiêu như hồ Liệt Sơn, hồ Núi Ngang... được xây dựng, mở rộng, hệ thống kênh mương nội đồng Thạch Nham được xây dựng và ngày càng hoàn thiện nhằm đảm bảo diện tích tưới tiêu chủ động cho việc phát triển sản xuất và vật nuôi, cây trồng trên địa bàn huyện.
Tính ở thời điểm năm 2005, sản lượng lương thực có hạt của Đức Phổ đạt 52.412 tấn (trong đó hầu hết là lúa), bình quân lương thực đầu người đạt 342 kg/người/năm(6). Về cây công nghiệp, mía có diện tích 1.512,5ha, sản lượng đạt 73.351 tấn, cây mì có diện tích 1.282ha, năng suất đạt 197,1 tạ/ha, sản lượng 25.265 tấn. Cây đậu phụng có diện tích gieo trồng là 306ha, năng suất bình quân 13,9 tạ/ha, sản lượng 426 tấn.
Trong chăn nuôi, năm 2005 Đức Phổ có đàn trâu 1.234 con, đàn bò 29.469 con, lợn 58.817 con. Trâu nuôi nhiều nhất ở xã Phổ Cường (635 con), các xã Phổ Văn, Phổ Thuận, Phổ Phong (đều trên 100 con); bò nuôi nhiều ở các xã Phổ Khánh (3.578 con), Phổ Phong (2.850 con), Phổ Thuận (2.765 con); lợn nuôi nhiều nhất ở các xã Phổ Ninh (6.700 con), Phổ Văn (6.530 con), Phổ Khánh (6.460 con), Phổ Thạnh (5.570 con).

### Lâm nghiệp
Xa xưa ở Đức Phổ phát triển một cách tự nhiên. Rừng có diện tích khá lớn, động thực vật, lâm sản khá phong phú. Những sản phẩm của rừng phần lớn phục vụ nhu cầu sinh hoạt của con người. Trong kháng chiến chống Mỹ, rừng bị tàn phá nhiều, động thực vật cũng còn lại rất ít. Ngày nay, lâm nghiệp được chú trọng và ngày càng phát triển tốc độ trồng rừng, như phủ xanh đất trống đồi núi trọc được đẩy mạnh, đặc biệt là rừng phòng hộ ven biển và các dự án trồng rừng đã và đang được triển khai có kế hoạch. Năm 2003, diện tích rừng phòng hộ của Đức Phổ tại 4 xã là 1.839ha. Diện tích rừng trồng mới là 300ha. Dự án trồng rừng KFW6 đang được triển khai. Năm 2004, trồng 856ha, chăm sóc rừng 800ha, trong đó có 100ha rừng phòng hộ. Sản lượng gỗ rừng trồng khai thác cả năm là 25.200m3, độ che phủ rừng là 21%. Tính đến năm 2005, trồng rừng 500ha, chăm sóc rừng 1.459ha, khoanh nuôi rừng tái sinh 2.246ha.

### Ngư nghiệp
Đức Phổ có bờ biển khá dài và có hai cửa biển, thuận lợi cho ngư nghiệp phát triển. Ngư nghiệp xưa nay được xem là một thế mạnh của thị xã. Từ xưa, nghề cá luôn đóng một vai trò quan trọng trong đời sống kinh tế của nhân dân Đức Phổ. Từ sau năm 1975, ngư nghiệp Đức Phổ đã được phát triển hơn trước, trở thành một ngành kinh tế mũi nhọn của huyện, đóng góp không nhỏ vào sự phát triển của ngành thủy sản Quảng Ngãi nói chung. Bên cạnh việc đánh bắt và chế biến hải sản, ngư nghiệp còn có thêm một số nghề mới như: nuôi trồng thủy sản, nuôi tôm trên cát, nuôi cá nước ngọt trên các hồ nước. Năm 2003, toàn huyện có 690 tàu đánh cá, sản lượng khai thác là 31.545 tấn cá, tôm, cua, hải sản khác, diện tích nuôi trồng thủy sản là 75ha, sản lượng nuôi trồng là 431,7 tấn. Năm 2004, sản lượng thủy sản khai thác là 36.300 tấn; năm 2005 tăng lên 42.000 tấn, trong đó xã Phổ Thạnh chiếm 26.463 tấn, xã Phổ Quang 5.071 tấn, còn lại là các xã Phổ Vinh, Phổ Châu, Phổ An. Năm 2005, Đức Phổ có số tàu đánh cá 1.050 chiếc với tổng công suất là 87.195CV, trong đó xã Phổ Thạnh cao tuyệt đối với 671 chiếc có tổng công suất 66.308CV, xã Phổ Quang có 195 chiếc với tổng công suất 8.824CV, còn lại 4 xã khác (Phổ An, Phổ Khánh, Phổ Châu, Phổ Vinh) số tàu đều dưới 100 chiếc và tổng công suất đều dưới 700CV. Ngành nuôi trồng thủy sản ở Đức Phổ cũng nổi trội trong toàn tỉnh Quảng Ngãi. Diện tích nuôi trồng thủy sản 304,3ha, trong đó diện tích nuôi tôm là 94,3ha (diện tích nuôi tôm trên cát 46,6ha, gấp 2,3 lần năm 2003). Sản lượng thủy sản nuôi trồng là 515 tấn, trong đó tôm 410 tấn. Việc nuôi cá lồng ở các hồ, đầm ở các xã có hiệu quả. Năm 2005, ngành nuôi trồng thủy sản vẫn tiếp tục phát triển, với diện tích 381ha, sản lượng 1.181 tấn hải sản, chủ yếu là tôm. Các xã nuôi thủy sản mạnh nhất là Phổ Quang (diện tích 60,2ha tôm, sản lượng 489,4 tấn), Phổ Khánh 91,7ha (có 31,7ha tôm, sản lượng 280,7 tấn), Phổ Vinh, Phổ An, Phổ Minh, Phổ Hòa, Phổ Thạnh(8). Thủy sản là một ngành kinh tế mũi nhọn của Đức Phổ. Đức Phổ luôn đứng đầu về sản lượng thủy sản so với các huyện khác, có số tàu thuyền cao nhất. Trong tổng giá trị sản xuất thủy sản năm 2005, thì đánh bắt vẫn chiếm tỷ lệ vượt trội so với nuôi trồng (285,455 tỷ đồng so với 85,092 tỷ đồng), mặc dù ngành nuôi trồng thủy sản cũng khá phát triển.

### Diêm nghiệp
Sa Huỳnh là nơi sản xuất muối lớn nhất ở Quảng Ngãi. Năm 1932 có 7.000 tấn muối được xuất cảng ra nước ngoài và nhiều nơi trong nước. Hiện nay, Đức Phổ có 100ha ruộng muối, có khả năng sản xuất từ 10 - 15 nghìn tấn trong năm. Song do chưa tìm được thị trường tiêu thụ, giá cả không ổn định, quy trình làm muối bị đánh giá không đảm bảo chất lượng nên sản lượng muối sản xuất chỉ dừng ở mức 7.500 tấn (2004), 8.000 tấn (2005). Diêm dân làm muối ở Sa Huỳnh gặp rất nhiều khó khăn và đứng trước nguy cơ bỏ làm muối vì giá muối rất thấp (Năm 2016, 1 kg muối giá 200 đồng).

### Công nghiệp và tiểu thủ công nghiệp
Đức Phổ có nhiều cụm công nghiệp, làng nghề, như làng muối Sa Huỳnh,khu công nghiệp Phổ Phong, cụm công nghiệp Sa Huỳnh, cụm công nghiệp Đồng Làng. Nghề thủ công cổ truyền đã có từ xưa ở Đức Phổ như: nghề dệt ở Thạch Bi (Sa Huỳnh); nghề gốm ở Thanh Hiếu, Chỉ Trung; nghề mộc, nghề đan võng ở Hội An, Mỹ Thuận; nghề bạc bịt tháp, chén khay đĩa ở Chỉ Trung. Ở vùng biển có các nghề: làm cá khô, tôm khô, mực khô, nước mắm, đan lưới, đánh nhợ ở Sa Huỳnh. Ngoài ra còn có các nghề như: nghề nấu đường thủ công, nghề làm bún, làm bánh tráng. Ngày nay có nhiều nghề công nghiệp - tiểu thủ công nghiệp như: sản xuất vật liệu xây dựng, gạch ngói, đá chẻ, đá hoa, đóng và sửa chữa tàu thuyền. Tiểu thủ công nghiệp phát triển các làng nghề: làm chổi đót ở Phổ Phong, Phổ Thuận, Phổ Văn; làm gốm ở Phổ Khánh. Ở xã Phổ Phong đã hình thành khu công nghiệp. Tại Phổ Phong có nhà máy đường có công suất trên 1.000 tấn/ngày, nhà máy gạch ngói Phổ Phong sản xuất 14 triệu viên/năm(đã ngừng hoạt động do thua lỗ).
Năm 2004, giá trị sản xuất công nghiệp, tiểu thủ công nghiệp của Đức Phổ đạt 225,076 tỷ đồng, trong đó khu vực ngoài quốc doanh đạt 128,752 tỷ đồng, tàu thuyền đóng mới 30 chiếc, sản lượng muối ráo đạt 7.500 tấn, sản xuất đá xây dựng đạt 74.600m3, tỷ lệ hộ dân sử dụng điện 97%. Năm 2005, giá trị sản lượng công nghiệp tăng lên 302,670 tỷ đồng, trong đó khu vực kinh tế ngoài nhà nước chiếm 192,623 tỷ đồng. Sản xuất công nghiệp cá thể có 2.209 cơ sở với 5.820 lao động.
Mục tiêu từ năm 2006 - 2010, Đức Phổ sẽ ưu tiên xây dựng 3 vùng kinh tế động lực: phát triển trung tâm thị trấn Đức Phổ lên đô thị loại IV để thành lập thị xã Đức Phổ, xây dựng vùng kinh tế văn hóa Sa Huỳnh và khu công nghiệp Phổ Phong, góp phần vào việc phát triển kinh tế - xã hội của Đức Phổ nói riêng, của tỉnh Quảng Ngãi nói chung.

### Thương mại - dịch vụ
Việc buôn bán xưa ở Đức Phổ thường diễn ra ở các chợ, như chợ Trà Câu, chợ Cây Chay, chợ Bàu Cối, chợ Giếng Thí, chợ Sa Huỳnh. Việc mua bán lúc bấy giờ mang tính tự cấp, tự túc trong một khu vực, ít mang yếu tố buôn bán chuyên nghiệp. Cũng có một số người đi buôn núi, lên giao lưu trao đổi hàng hóa với bà con người Hrê trên nguồn Ba Tơ và một số người sắm ghe bầu đi buôn vào Nam, ra Bắc.
Thương mại ngày nay phát triển nhờ hệ thống các chợ xã, có ba trung tâm thương mại của huyện là thị trấn Đức Phổ, thị tứ Sa Huỳnh (ở phía nam) và thị tứ Trà Câu (ở phía Bắc).
Năm 2004, tổng mức bán lẻ hàng hóa và doanh thu dịch vụ của Đức Phổ đạt 487,6 tỷ đồng, năm 2005 là 580,25 tỷ đồng. Toàn huyện có 4.452 cơ sở kinh doanh thương mại, dịch vụ (trong đó có 2.492 cơ sở bán lẻ) với 5.172 lao động. Một đề án phát triển thương mại - dịch vụ - du lịch sẽ được thực hiện trong thời gian đến, giúp dịch vụ du lịch phát triển đúng hướng và phát huy được tiềm năng, đạt hiệu quả cao nhất trong phát triển kinh tế - xã hội của huyện.

## Dân cư
Địa bàn thị xã Đức Phổ từng có lớp cư dân cổ là chủ nhân của nền Văn hóa Sa Huỳnh (niên đại cách nay 2.500 - 3.000 năm). Lớp cư dân này sống ở ven biển bằng nghề chài lưới và một số ít làm ruộng. Tiếp theo cư dân Văn hóa Sa Huỳnh, thị xã Đức Phổ còn có cư dân Chămpa, lớp cư dân này tiếp tục sống ở ven biển và cụm lại theo từng xóm nhỏ. Một số nơi trong thị xã  ngày nay còn rải rác một số mộ của người Chăm xưa và dấu tích còn lại duy nhất của người Chăm trên mảnh đất này là bi ký Chăm ở khu phố Thạnh Đức 1, phường Phổ Thạnh.
Cư dân Việt định cư trên địa bàn thị xã Đức Phổ từ khá sớm (thế kỷ XV - XVI). Họ sống chủ yếu bằng nghề nông, ngư nghiệp, diêm nghiệp, buôn bán, mang đặc trưng của văn hóa vùng ven.
Thị xã Đức Phổ có dân số, mật độ dân số trung bình so với các huyện đồng bằng của tỉnh Quảng Ngãi. Tính đến năm 2005, số dân, mật độ dân số các xã, phường như sau: 
| STT | Xã, phường           | Diện tích tự nhiên (km²) | Dân số trung bình (người) | Mật độ dân số (người/km²) |
| --- | -------------------- | ------------------------ | ------------------------- | ------------------------- |
| 1   | Phường Nguyễn Nghiêm | 5,62                     | 8.451                     | 1.504                     |
| 2   | Phường Phổ Hòa       | 17                       | 4.339                     | 255                       |
| 3   | Xã Phổ Thuận         | 14,62                    | 13.004                    | 889                       |
| 4   | Phường Phổ Văn       | 10,54                    | 10.029                    | 952                       |
| 5   | Xã Phổ Phong         | 54,07                    | 9.501                     | 176                       |
| 6   | Xã Phổ An            | 18,62                    | 11.859                    | 637                       |
| 7   | Phường Phổ Quang     | 10,50                    | 7.963                     | 758                       |
| 8   | Phường Phổ Ninh      | 22,25                    | 10.344                    | 465                       |
| 9   | Phường Phổ Minh      | 9,02                     | 5.204                     | 577                       |
| 10  | Xã Phổ Nhơn          | 40                       | 7.087                     | 177                       |
| 11  | Xã Phổ Cường         | 48,50                    | 15.183                    | 313                       |
| 12  | Xã Phổ Khánh         | 55,60                    | 14.066                    | 253                       |
| 13  | Phường Phổ Thạnh     | 29,73                    | 22.634                    | 761                       |
| 14  | Xã Phổ Châu          | 19,85                    | 5.280                     | 266                       |
| 15  | Phường Phổ Vinh      | 15,75                    | 8.726                     | 554                       |

Thống kê cho thấy có sự chênh lệnh khá lớn về dân số, mật độ dân số trên địa bàn thị xã, do sự chi phối của địa hình, điều kiện tự nhiên hơn là do nghề nghiệp.
Về dân số, đông dân nhất là các phường Phổ Thạnh, Phổ Ninh và các xã Phổ Cường, Phổ Khánh, Phổ Thuận, Phổ An.
Về mật độ dân số, ngoài phường Nguyễn Nghiêm tập trung cao về mật độ, thì phường Phổ Văn và xã Phổ Thuận thuộc hạng cao nhất nhưng lại là các xã, phường sống chủ yếu bằng nông nghiệp. Các xã, phường có dân số sống bằng ngư nghiệp là chính, như: Phổ Thạnh, Phổ Quang, Phổ Vinh, Phổ An tuy mật độ dân số có cao nhưng không cao nhất như thường thấy, bởi trên địa bàn phần nhiều là đồi núi, dân số sống tập trung theo từng khu vực nhỏ. Các xã Phổ Phong, Phổ Nhơn và phường Phổ Hòa có mật độ dân số khá thấp cũng vì đất đai trồng trọt ít và đồi núi chiếm phần lớn diện tích tự nhiên.

## Giao thông
Thị xã Đức Phổ có đường Thiên Lý Bắc - Nam, sau này là Quốc lộ 1A chạy qua, dọc theo chiều dài của thị xã; có Quốc lộ 24 nối từ Quốc lộ 1A lên tỉnh Kon Tum chạy qua thị xã ở khu vực xã Phổ Phong; đường sắt Bắc - Nam song song với Quốc lộ 1A. Xưa kia, các phương tiện giao thông đường thủy có sông Trà Câu thông thương miền xuôi với miền ngược, tuy nhiên hiện nay vì lòng sông cạn nên khá hạn chế. Có hai cửa biển Mỹ Á và Sa Huỳnh là đấu mối giao thông đường thủy quan trọng, đồng thời là tụ điểm của nghề cá.
Hiện nay, thị xã Đức Phổ đang thực hiện bê tông hóa giao thông nông thôn. Năm 2004, cơ bản hoàn thành thi công 18 tuyến đường ở các xã với tổng chiều dài 17,9 km. Đường huyện đã nhựa cứng được 51,6 km, đường xã được nhựa cứng hóa 33,06 km. Về kiên cố hóa kênh mương, năm 2004 xây dựng 6 tuyến kênh với chiều dài 6,231 km, góp phần phục vụ cho việc phát triển sản xuất của nhân dân thị xã.
Trước năm 1975, điện chỉ có ở các cơ quan chính quyền địch, quận lỵ hoặc các tụ điểm dân cư dọc Quốc lộ 1A, dùng máy phát điện nhỏ. Sau 1975, mạng lưới điện được kéo về huyện. Đến nay tại các xã, thôn, xóm 97% số hộ đã được dùng điện cho sinh hoạt và sản xuất.
Về liên lạc, thời phong kiến đến thời Pháp thuộc, việc thông tin liên lạc chủ yếu bằng ngựa trạm và có các dịch trạm. Ở Đức Phổ có trạm Nghĩa Quán (ở xã Quán Sứ), trạm có một tá dịch coi sóc và 1 lính trạm chuyên chuyển công văn, thư từ trong địa phương huyện. Nhìn chung thông tin liên lạc thời kỳ này chuyên phục vụ cho việc công, phổ biến trong nhân dân vẫn là dùng thư tay hay nhắn miệng cho người ở xa. Chính vì vậy, thông tin liên lạc thời kỳ này chưa có tác dụng đối với kinh tế - xã hội. Trải qua thời kháng chiến, thời chính quyền Sài Gòn, đến ngày nay, cùng với tốc độ phát triển khoa học công nghệ toàn cầu, ngành thông tin liên lạc đã phát triển nhanh chóng với kỹ thuật công nghệ tiên tiến, hiện đại. Hiện nay bưu điện huyện có 1 bưu cục trung tâm, 2 bưu cục cấp III, có 12 điểm bưu điện văn hóa xã, 3 đại lý đa dịch vụ và hơn 70 đại lý điện thoại được phân bố tại các vùng nông thôn. Tính đến năm 2005, số máy điện thoại cố định trên mạng đã có 10.296 máy, số máy điện thoại di động 1.230 máy. Tổng doanh thu của Bưu cục Đức Phổ là 2.150 triệu đồng (phần lớn là thu từ dịch vụ điện chính). Các dịch vụ bưu chính viễn thông đa dạng và tiện ích của mạng internet đã đáp ứng ngày càng cao nhu cầu sử dụng của cán bộ và nhân dân địa phương, góp phần quan trọng vào quá trình phát triển kinh tế - xã hội, nâng cao dân trí và thực hiện công nghiệp hóa - hiện đại hóa đất nước.
Đây cũng là địa phương có dự án Đường cao tốc Quảng Ngãi - Hoài Nhơn đang được xây dựng đi qua và Dự án Đường sắt cao tốc Bắc Nam đi qua.

## Du lịch
Thị xã Đức Phổ có những thắng cảnh đẹp như: Bãi biển Sa Huỳnh (cũng chính là nơi đầu tiên tìm ra các dấu tích mộ chum của nền văn hóa Sa Huỳnh), bia đá khắc chữ Phạn (làng Thạch Bi) và nơi được biết đến nhiều hơn cả là thắng cảnh Châu Me với những ghềnh đá và bờ biển thoai thoải, nước trong xanh.

## Văn hóa

### Các bài hát về Đức Phổ
- Mùa xuân Đức Phổ (Trương Quang Lục)
- Hát về Đức Phổ quê ta (Văn Chừng)
- Đức Phổ khúc hát tự hào (Trần Hữu Pháp)

## Người nổi tiếng
- Nhà chí sĩ Nguyễn Nghiêm
- Nhà chính trị Trần Đức Lương
- Nhà văn, nhà báo Nguyễn Vỹ
- Diễn viên Hồ Bích Trâm
- Thiếu tướng Đỗ Đức Pháp